# Нагорний (Ромодановський район)
Наго́рний (рос. Нагорный, ерз. Нагорный) — селище у складі Ромодановського району Мордовії, Росія. Входить до складу П'ятинського сільського поселення.

## Населення
Населення — 21 особа (2010; 25 у 2002).
Національний склад (станом на 2002 рік):
- росіяни — 96 %